# رجل يصرخ (فلم)
رجل يصرخ (بالفرنسية: Un homme qui crie) فيلم دراما تشادي للمخرج محمد الصالح هارون سنة 2010، وبطولة يوسف دجاورو وديوك كوما.
تدور أحداث الفيلم حول الحرب الأهلية في تشاد، ويحكي قصة رجل يرسل ابنه للحرب ليستعيد مكانته في فندق راقٍ. يتم استكشاف موضوعات الأبوة وثقافة الحرب. تم التصوير الرئيسي بكل من نجامينا وأبشي. حصل الفيلم على جائزة لجنة التحكيم في مهرجان كان السينمائي 2010.

## القصة
يتحدث الفيلم عن تشاد من خلال علاقة بين والد وابنه. ويلعب بطل السباحة السابق يوسف دجاورو دور الأب الذي يعمل معلم سباحة في أحد الفنادق الفخمة قبل أن يتم إخباره من طرف إدارة الفندق أنه سيتم إحالته على المعاش وأن ابنه، هو من سيتسلّم المشعل بدله. وأمام وقع النبأ الذي دمره، قرّر الأب إرسال ابنه إلى الحرب أي إلى الموت.

## روابط خارجية
- مقالات تستعمل روابط فنية بلا صلة مع ويكي بيانات